# Teofil Patalong
Teofil Patalong (ur. 23 lutego 1869 w Załęskiej Hałdzie, zm. 6 września 1939 w Katowicach) – działacz robotniczy, narodowy i społeczny, działacz ruchu śpiewaczego i teatru amatorskiego, powstaniec śląski.

## Życiorys

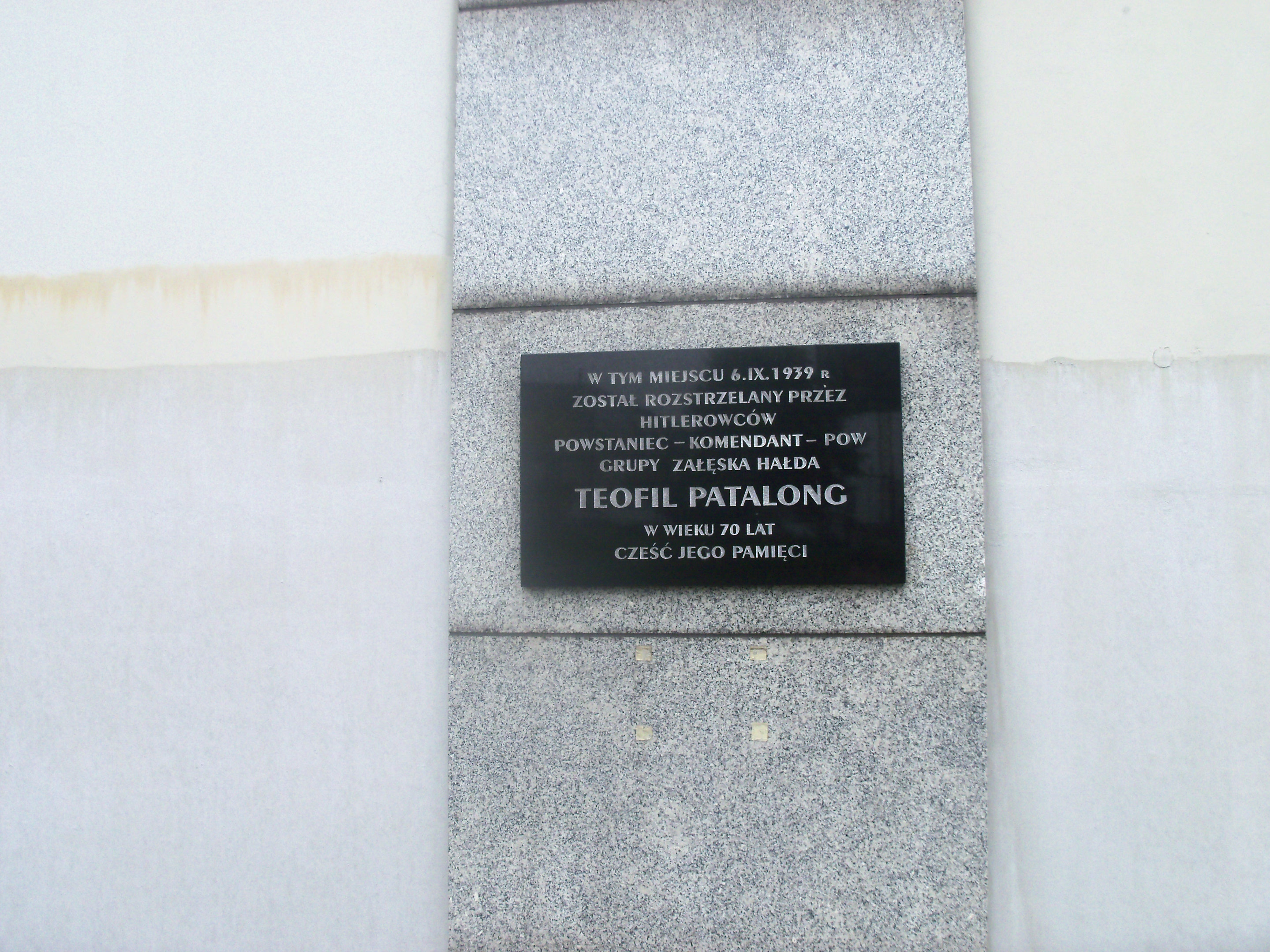
Płyta upamiętniająca Teofila Patalonga (ul. F. Bocheńskiego)

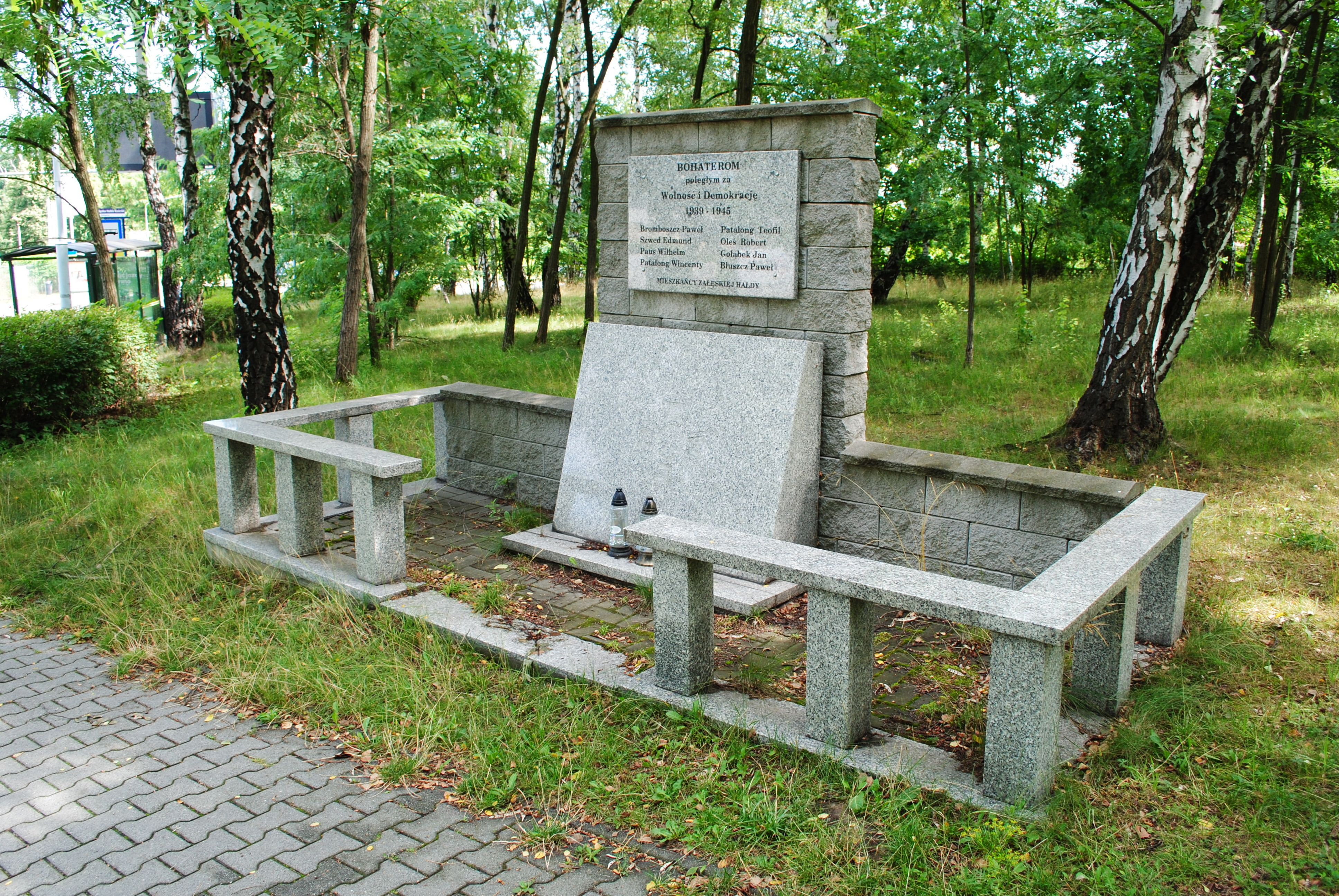
Pomnik poświęcony poległym za Wolność i Demokrację (ul. F. Bocheńskiego; skwer A. Węglarczyka)

Urodził się 23 lutego 1869 roku w Załęskiej Hałdzie, położonej wówczas na terenie gminy Załęże. Był on górnikiem kopalni „Kleofas”, gdzie zorganizował wiec, podczas którego domagano się poprawy warunków pracy i podniesienia płacy górnikom. Od 1906 roku był członkiem Towarzystwa Gimnastycznego „Sokół” w Katowicach, od 1911 w Załężu, a od 1920 roku w Załęskiej Hałdzie. W 1919 roku został sekretarzem Kółka Rolniczego i był współzałożycielem Towarzystwa Śpiewaczego „Lutnia” w Załęskiej Hałdzie.
W 1919 roku pełnił on funkcje komendanta placu Polskiej Organizacji Wojskowej Górnego Śląska w Załężu, założonej w grudniu 1918 roku. W czasie I powstania śląskiego był dowódcą akcji ataku na koszary policyjne w Załężu, w okresie II powstania śląskiego był uczestnikiem walk na terenie Dąbrówki Małej. 13 grudnia 1920 roku doszło do wysadzenia pomnika Dwóch Cesarzy na placu Wolności w Katowicach, a wśród podejrzanych za ten czyn byli jego synowie. W 1921 roku organizował przerzuty broni na teren Górnego Śląska, pracował w Polskim Komitecie Plebiscytowym w Katowicach i został komendantem Straży Obywatelskiej w Załęskiej Hałdzie.
Po 1922 roku był on członkiem wielu polskich organizacji na terenie Załęskiej Hałdy. 
Przed wybuchem II wojny światowej był komendantem miejscowego oddziału obrony powstańczej. Został rozstrzelany przez Niemców 6 września 1939 roku w pobliżu wiaduktu kolejowego w Katowicach przy późniejszej ulicy F. Bocheńskiego.

## Upamiętnienie
- Pomnik poświęcony poległym za Wolność i Demokrację (ul. F. Bocheńskiego; skwer A. Węglarczyka) – jedna z wymienionych na tablicy osób to Teofil Patalong[5],
- Płyta upamiętniająca Teofila Patalonga (ul. F. Bocheńskiego)[6],
- Ulica Teofila Patalonga w Katowicach, w granicach dzielnicy Wełnowiec-Józefowiec[7].